# مایکل لمان (بازیکن فوتبال)
مایکل لمان (انگلیسی: Michael Lehmann؛ زادهٔ ۱۶ اکتبر ۱۹۸۴) بازیکن فوتبال اهل آلمان است.
از باشگاه‌هایی که در آن بازی کرده‌است می‌توان به باشگاه فوتبال کایزرسلاوترن اشاره کرد.